# خبرگزاری کانادا
خبرگزاری کانادا ( انگلیسی: The Canadian Press) یک خبرگزاری رسمی کانادا است که در سطح ملی فعالیت می کند و دفتر مرکزی آن در تورنتو است.
این خبرگزاری در سال ۱۹۱۷ با تصویب پارلمان و با حمایت مالی سالانه ی دولت به عنوان یک موسسه ی خبری تعاونی تاسیس شد تا منبع تولید و توزیع اخبار در این کشور باشد.
در این خبرگزاری بیش از ۱۸۰ نیروی خبری مشغول فعالیت هستند 
این خبرگزاری در حال حاضر در حال همکاری با ۶۰۰ موسسه خبری است. 

## هدف
این خبرگزاری هدف خود را ارائه ی اخبار به شهروندان کانادا به عنوان منبعی معتبر، بی‌طرف و بر اساس حقیقت، دقت و به هنگام مطرح نموده است. «ما کانادایی‌ها را آگاه می سازیم و به آنها کمک می‌کنیم دنیای خود را کامل‌تر درک و تجربه کنند».  